# Zawodnik zastępowany
Zawodnik zastępowany w sporcie żużlowym (ZZ) – czołowy zawodnik w klubie, który wskutek różnych okoliczności nie może wystąpić w meczu, choć jest do składu meczowego wystawiany. Podlega on specyficznym zasadom stosowania rezerw w jego miejsce. 
Ideą stosowania zastępstwa zawodnika jest możliwość startu pozostałych zawodników za nieobecnego kolegę z drużyny. System ten wprowadzono ze względu na to, iż sport żużlowy jest niesłychanie kontuzjogenny (dodając do tego fakt, że jeden zawodnik może startować w kilku ligach jednocześnie), a ubytek jednego z czołowych żużlowców w meczu częstokroć przechyla szalę zwycięstwa na korzyść rywala. Zastępstwo zawodnika jest więc kołem ratunkowym dla zespołu, który w specyficznych okolicznościach (patrz niżej) nie może w meczu wystawić jednego ze swoich liderów.
W lidze polskiej status zawodnika zastępowanego może uzyskać jedynie najlepszy żużlowiec w każdym klubie według średniej biegowej. Lista zawodników, za których możliwe jest stosowanie zastępstwo zawodnika ogłaszana jest trzy razy do roku: przed rozpoczęciem rozgrywek (brane są pod uwagę średnie biegowe uzyskane w sezonie poprzednim) i obowiązują na pierwszą rundę zmagań, po pierwszej rundzie (średnie biegowe z tej rundy) i obowiązują na rundę rewanżową, oraz po rundzie rewanżowej (średnie tylko z tej rundy) i obowiązują na fazę play-off. 
Zastępstwa zawodnika nie można jednak stosować zupełnie dowolnie. Liga polska bardzo rygorystycznie podchodzi do tego zagadnienia, bowiem z tego przywileju można skorzystać tylko wtedy, gdy żużlowiec zastępowany przedłoży w klubie zwolnienie lekarskie na minimum 15 dni. Ta sytuacja dotyczy tylko tych żużlowców, którzy uzyskali statut zawodnika zastępowanego (patrz akapit wyżej). Zawodnik zastępowany musi być umieszczony w składzie pod numerem 1-5 (goście) oraz 9-13 (gospodarze).
Zastępstwo zawodnika, przy spełnieniu powyższych warunków, może mieć miejsce tylko raz w meczu, tzn. jeśli do jazdy nie jest zdolnych dwóch, a nawet trzech najlepszych żużlowców, to w danym spotkaniu z zastępstwa zawodnika można skorzystać tylko względem jednego z nich. Zastępstwo zawodnika nie ma natomiast nic wspólnego z wynikiem spotkania czy faworyzowaniem któregoś z zespołów, a więc może być stosowane jednocześnie przez dwa zespoły, gdy zachodzi taka potrzeba. Zastępstwo zawodnika nie jest obowiązkowe, a więc drużyna, której lider doznał kontuzji nie musi w kolejnym spotkaniu wstawiać go do składu i korzystać z tego typu zmian.
Gdy zawodnikiem zastępowanym jest junior, wtedy nie można swobodnie stosować tej rezerwy w jego miejsce. Dla juniorów w zawodach przeznaczone są numery 6-8 lub 14-16. W Polsce występy juniorów w lidze są obowiązkowe, a więc nie może być sytuacji takiej, że za młodzieżowca występują seniorzy. By można było stosować zastępstwo zawodnika za młodzieżowca, należy umieścić go pod numerami 1-5 lub 9-13. Regulamin bowiem nie stwarza żadnego podziału względem zawodników pod numerami 1-5 i 9-13, a więc może tam występować zarówno senior, jak i junior. Wszyscy, niezależnie od statusu, podlegają bowiem tym samym zasadom i aby było możliwe stosowanie zastępstwa zawodnika, należy właśnie w tym miejscu umieścić zawodnika niezdolnego do jazdy, który spełnia kryterium podane wyżej.
W trakcie spotkania miejsce zawodnika zastępowanego zajmują koledzy z drużyny (dowolni zawodnicy), przy czym każdy może w ramach pojechać co najwyżej raz. W przypadku zawodników rezerwowych należy także zaznaczyć, czy dana zmiana odnosi się do rezerwy zwykłej czy zastępstwa zawodnika. Zastępstwo zawodnika jest bowiem dodatkowym startem dla każdego (tj. wytypowanego) jeźdźca, a więc jeśli nie zostanie zgłoszona zmiana w ramach zastępstwa zawodnika, wtedy rezerwowemu może ten dodatkowy start przepaść. Za zawodnika zastępowanego nie można stosować rezerwy taktycznej, można natomiast rezerwę zwykłą. Wystawianie do składu zawodnika zastępowanego nie musi także oznaczać konieczności zastępowania go wyłącznie na zasadach zastępstwa zawodnika, równie dobrze można przez całe spotkanie stosować względem niego rezerwę zwykłą. W tym przypadku panuje pełna dowolność. Rezerwowy może także jechać jako zawodnik zastępujący, ale – zgodnie z zasadami - tylko raz. Każda kolejna zmiana będzie już tylko rezerwą zwykłą. Ostatnią rzeczą o której należy wspomnieć jest to, że zawodnika zastępowanego nie można wystawiać do biegów nominowanych i tam za niego stosować zastępstwa zawodnika. A więc "udział" takiego żużlowca w meczu kończy się wraz z dokonaniem za niego czwartej zmiany (bierze on udział w biegach 1-13).